# Derby dell'Umbria
(Corriere dell'Umbria, 13 dicembre 1989)

Una fase di gioco del derby dell'Umbria tra e Perugia, qui giocato nella Serie C1 1991-1992.

Il derby dell'Umbria è la definizione colloquiale sotto cui ricade ogni incontro calcistico che vede contrapposte le squadre del Perugia e della Ternana.
Pur non essendo una stracittadina nel senso stretto del termine bensì una "straregionale", costituisce la maggiore rivalità sportiva dell'omonima regione nonché la sfida per antonomasia del calcio umbro: biancorossi e rossoverdi sono infatti gli unici due club della regione ad avere partecipato al campionato di Serie A, quelli che si sono incontrati più volte nelle competizioni professionistiche e i più famosi e vincenti, oltre a rappresentare le due città più grandi oltreché le uniche due province dell'Umbria.
Il derby umbro è inoltre uno dei pochi in Italia ad avere assegnato un trofeo ufficiale, la Supercoppa di Serie C 2021.

## Storia

Romano Marinai e Bruno Mazzia, i due capitani di Ternana e Perugia, si salutano prima del derby del 28 marzo 1971 in Serie B, massima categoria che ha visto in scena la sfida.

Alla base di quest'accesa rivalità c'è il fatto che perugini e ternani — pur vivendo in una delle più piccole regioni d'Italia, e nonostante i due capoluoghi di provincia distino soltanto 82 km — mostrano delle profonde diversità sotto i tratti linguistici, sociali, economici e culturali: da una parte c'è Perugia, tra le capitali italiane del cioccolato, dalle origini etrusche e con rinomati aspetti artistici e culturali; dall'altra c'è Terni, città fondata dagli antichi Umbri e poi finita sotto l'influenza romana, un polo a prevalenza industriale con una lunga tradizione operaia e siderurgica. Le due fazioni, inoltre, s'arrogano il diritto di rappresentare la totalità dell'Umbria, ognuna per ragioni proprie.
Nonostante i due club abbiano entrambi disputato la Serie A, lo hanno fatto in tempi diversi, incontrandosi al massimo nei campionati di Serie B. Con i suoi 64 precedenti è di gran lunga il derby umbro più disputato nelle competizioni professionistiche.
(Paolo Raffaelli, 2004)

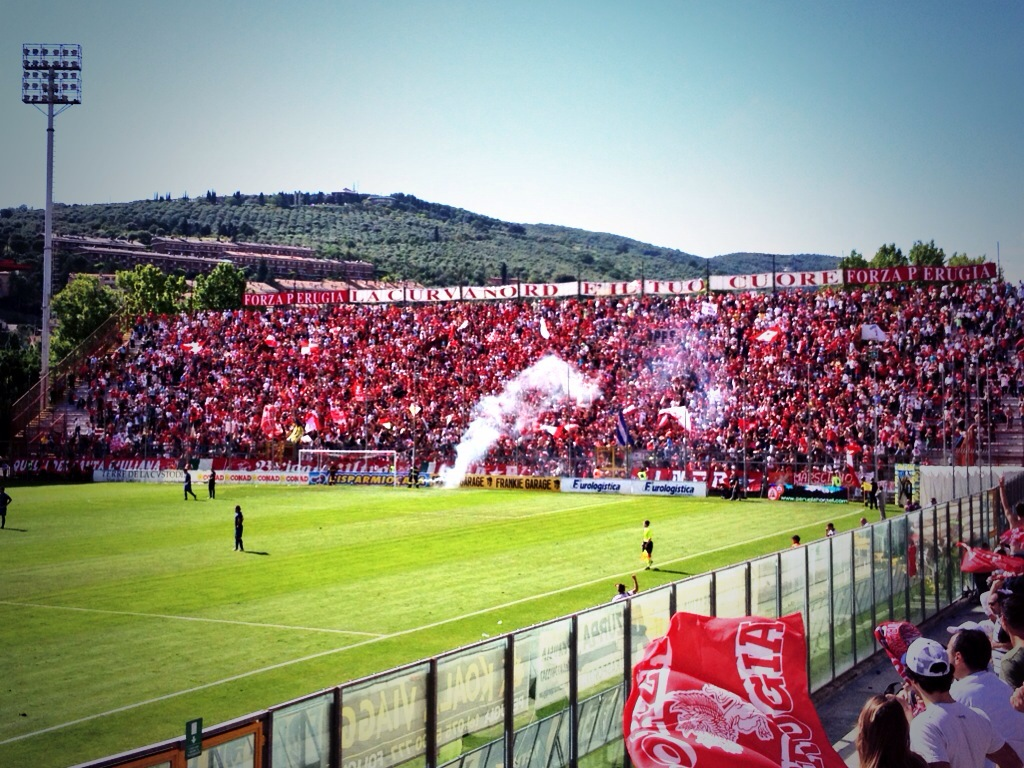
La curva Nord della tifoseria biancorossa allo stadio Renato Curi

Il primo derby ufficiale si disputa il 18 aprile 1926, in Terza Divisione, e vede il successo fuori casa degli "Umbri meridionali" per 3-1. La partita di ritorno si gioca il 9 maggio 1926 e questa volta sono i perugini ad avere la meglio. Questo è il primo e ultimo derby che si può considerare "provinciale": nel 1927 infatti verrà istituita la provincia di Terni e da allora questo match sarà senza ombra di dubbio il più importante della regione.
Nel 1931 la partita fu vinta a tavolino dal Perugia per intemperanze dei tifosi ternani (sul campo era finita 2-2). Questa fu l'ultima vittoria fuori casa in campionato dei cugini biancorossi, che riusciranno nuovamente ad avere la meglio sui rossoverdi ben settantatré anni dopo, il 1º novembre 2004, vincendo al Liberati per 0-2.
Il primo derby in una competizione professionistica fu disputato nella Coppa Italia 1938-1939, nel quale le due squadre pareggiarono a Terni per 1-1, da cui ne conseguì la ripetizione della partita a Perugia dove vinse la compagine rossoverde per 0-2, aggiudicandosi il passaggio del turno; nella stessa stagione si incontrarono per la prima volta anche in un campionato professionistico, nella Serie C 1938-1939, in cui a Terni si pareggiò per 0-0, mentre a Perugia si aggiudicarono la vittoria nuovamente i ternani per 0-1.

La curva Est dei supporter rossoverdi allo stadio Libero Liberati durante il derby dell'8 marzo 1992

Altra partita storica fu quella del 20 ottobre 1991, in Serie C1, giocata al Curi e vinta dai rossoverdi per 0-1. Con quella vittoria, bissata dal successo, sempre per 1-0, della gara di ritorno, i rossoverdi rosicchiarono quattro punti che si dimostrarono fondamentali per la loro promozione e per il mancato raggiungimento del secondo posto, valido per salire in Serie B, da parte dei biancorossi.
Il Perugia si vendicherà dodici anni dopo con la vittoria in trasferta che mancava da più di settant'anni, e soprattutto con la partita del 9 aprile 2005 (si sarebbe dovuta giocare la settimana precedente, ma fu rinviata per la morte di papa Giovanni Paolo II), che vide lo schiacciante successo perugino per 4-0: in quell'occasione, si registrano gravi incidenti tra ultras ternani e forze dell'ordine, sia alla stazione di Terni che in quella di Ponte San Giovanni, che portarono all'arresto di tredici persone; nei telegiornali dell'epoca, divenne la terza notizia d'apertura, dopo la morte del pontefice e le dimissioni del governo Berlusconi II. Alla fine della stagione, il Perugia perse la finale play-off contro il Torino mentre la Ternana si salvò agevolmente.
Il derby della stagione 2006-2007 venne giocato a Terni a porte chiuse, in quanto la partita era stata giudicata a rischio incidenti in base alle nuove leggi entrate in vigore a seguito degli scontri di Catania; il match finì 2-1 per la Ternana. Sempre per ragioni di sicurezza, è già accaduto che le due squadre siano state deliberatamente assegnate a gironi diversi della Lega Pro per evitare che avessero luogo scontri in occasione del derby.
Infine al termine del campionato 2020-2021 di Serie C, in cui il Perugia vinse il girone B mentre la Ternana il girone C, le due squadre si ritrovanoro contrapposte nella Supercoppa di Serie C 2021, strutturata in un triangolare assieme al Como, da par suo vincitore del girone A. Dopo che entrambe le formazioni umbre batterono i lariani, le due si sfidarono nell'ultima e decisiva gara: questa arrise 1-0 ai rossoverdi che così si assicurarono la vittoria e, contestualmente, il primo derby dell'Umbria a detenere in palio un trofeo nazionale.

## Incontri
Aggiornato alla stagione 2022-23 compresa

### Bilancio
| Nº | Data       | Competizione                                                  | Casa    | Risultato | Trasferta | Marcatori Perugia                                        | Marcatori Ternana                                          | Nota     |
| -- | ---------- | ------------------------------------------------------------- | ------- | --------- | --------- | -------------------------------------------------------- | ---------------------------------------------------------- | -------- |
| 1  | 18/04/1926 | Seconda Divisione 1925-1926 (girone Umbria)                   | Perugia | 1 - 3     | Ternana   | ?                                                        | ?                                                          | [ A 1 ]  |
| 2  | 09/05/1926 | Seconda Divisione 1925-1926 (girone Umbria)                   | Ternana | 0 - 1     | Perugia   | ?                                                        |                                                            | [ B 1 ]  |
| -  | 30/05/1930 | Amichevole                                                    | Ternana | 4 - 0     | Perugia   |                                                          | ?                                                          |          |
| 3  | 09/11/1930 | Prima Divisione 1930-1931 (girone F)                          | Perugia | 2 - 0     | Ternana   | 6' Tombolesi; 85' Boccardo.                              |                                                            |          |
| 4  | 01/03/1931 | Prima Divisione 1930-1931 (girone F)                          | Ternana | 0 - 2     | Perugia   | 70' (rig.), 75' (rig.) Ricci                             | 10' Vitalesta; 42' Balugani                                | [ C 1 ]  |
| -  | 03/01/1932 | Prima Divisione 1931-1932 (girone E)                          | Perugia | 3 - 2     | Ternana   | ?                                                        | ?                                                          | [ D 1 ]  |
| 5  | 11/02/1932 | Prima Divisione 1931-1932 (girone E)                          | Perugia | 2 - 0     | Ternana   | 23' Vitalesta, 84' (rig.) Nebbia                         |                                                            |          |
| 6  | 05/05/1932 | Prima Divisione 1931-1932 (girone E)                          | Ternana | 2 - 0     | Perugia   |                                                          | 25', 60' Stoppoloni                                        | [ E 1 ]  |
| 7  | 18/12/1932 | Prima Divisione 1932-1933 (girone G)                          | Ternana | 1 - 1     | Perugia   | 75' Godigna                                              | 24' Cavedoni                                               | [ F 1 ]  |
| 8  | 16/04/1933 | Prima Divisione 1932-1933 (girone G)                          | Perugia | 3 - 1     | Ternana   | 19', 33' Vitalesta, 87' Ferranti                         | 8' Cabiati I                                               | [ G 1 ]  |
| 9  | 24/11/1935 | Prima Divisione 1935-1936 (Girone unico Lazio-Umbria-Abruzzo) | Ternana | 2 - 2     | Perugia   | 5' (rig.) Wenter, 8' Mattioli                            | 20', 60' Aldo Orsini                                       |          |
| 10 | 09/02/1936 | Prima Divisione 1935-1936 (Girone unico Lazio-Umbria-Abruzzo) | Perugia | 0 - 0     | Ternana   |                                                          |                                                            |          |
| 11 | 11/09/1938 | Coppa Italia 1938-1939                                        | Ternana | 1 - 1     | Perugia   | 37' Masciolini                                           | 46' Alberto Argentieri                                     |          |
| 12 | 20/10/1938 | Coppa Italia 1938-1939                                        | Perugia | 0 - 2     | Ternana   |                                                          | 5' Eraldo Celi; 20' Ostromann                              | [ H 1 ]  |
| 13 | 13/11/1938 | Serie C 1938-1939 (Girone F)                                  | Ternana | 0 - 0     | Perugia   |                                                          |                                                            | [ I 1 ]  |
| 14 | 05/03/1939 | Serie C 1938-1939 (Girone F)                                  | Perugia | 0 - 1     | Ternana   |                                                          | 23' Ostromann                                              | [ L 1 ]  |
| 15 | 06/10/1940 | Coppa Italia 1940-1941                                        | Ternana | 3 - 2     | Perugia   | 23' Masciolini, 44' Gobbi                                | 9', 25' Ostromann, 29' Dentuti                             |          |
| 16 | 02/02/1941 | Serie C 1940-1941 (Girone G)                                  | Ternana | 1 - 0     | Perugia   |                                                          | 21' (aut.) Andreoli                                        |          |
| -  | 01/06/1941 | Serie C 1940-1941 (Girone G)                                  | Perugia | 2 - 3     | Ternana   | 10' Andreoli, 67' (aut.) Caldarulo                       | 12', 30', 71' Ostromann                                    | [ M 1 ]  |
| 17 | 19/06/1941 | Serie C 1940-1941 (Girone G)                                  | Perugia | 0 - 2     | Ternana   |                                                          | 77' Ostromann, 84' Luciano Maran.                          | [ M 1 ]  |
| 18 | 13/12/1942 | Serie C 1942-1943 (Girone I)                                  | Ternana | 5 - 1     | Perugia   | 43' Galassi                                              | 2', 76' Ostromann, 55' Cioni, 57' Dentuti, 66' Bruscantini |          |
| 19 | 14/03/1943 | Serie C 1942-1943 (Girone I)                                  | Perugia | 1 - 0     | Ternana   | 27' Galassi                                              |                                                            | [ N 1 ]  |
| -  | 02/05/1945 | Amichevole                                                    | Perugia | 3 - 0     | Ternana   | ?' Cini; 34' Pivetta; 75' (rig.) Nebbia                  |                                                            |          |
| -  | 06/05/1945 | Amichevole                                                    | Ternana | 2 - 0     | Perugia   |                                                          | 27' (rig.) Semplici, 86' Marincolo.                        |          |
| 20 | 26/05/1946 | Torneo post-campionato 1945-1946                              | Ternana | 1 - 0     | Perugia   |                                                          | 40' Andrian.                                               |          |
| 21 | 16/06/1946 | Torneo post-campionato 1945-1946                              | Perugia | 4 - 1     | Ternana   | 17', 88' Lazzarini, 35', 85' Bruni                       | 20' (aut.) Rega                                            | [ O 1 ]  |
| 22 | 13/10/1946 | Serie B 1946-1947 (Girone C)                                  | Perugia | 0 - 1     | Ternana   |                                                          | 29' Elvezio D'Orazi.                                       |          |
| 23 | 09/03/1947 | Serie B 1946-1947 (Girone C)                                  | Ternana | 1 - 0     | Perugia   |                                                          | 68' Bruscantini                                            |          |
| 24 | 26/10/1947 | Serie B 1947-1948 (Girone C)                                  | Ternana | 1 - 0     | Perugia   |                                                          | 65' (rig.) Ferrero Tossio                                  |          |
| 25 | 29/03/1948 | Serie B 1947-1948 (Girone C)                                  | Perugia | 2 - 1     | Ternana   | 52' Mosca, 90' Roccasecca                                | 50' Elvezio D'Orazi                                        | [ P 1 ]  |
| 26 | 03/10/1948 | Serie C 1948-1949 (Girone C)                                  | Perugia | 2 - 1     | Ternana   | 36' Lazzarini, 57' Zucchini                              | 16' Serlupini                                              | [ Q 1 ]  |
| 27 | 06/02/1949 | Serie C 1948-1949 (Girone C)                                  | Ternana | 3 - 1     | Perugia   | 47' (rig.) Salmoiraghi                                   | 15' Serlupini, 31' Dante Larena, 63' Mozzetta              |          |
| 28 | 18/12/1949 | Serie C 1949-1950 (Girone C)                                  | Ternana | 1 - 1     | Perugia   | 10' Manferini                                            | 32' Dante Larena                                           | [ R 1 ]  |
| 29 | 21/05/1950 | Serie C 1949-1950 (Girone C)                                  | Perugia | 4 - 0     | Ternana   | 7' (rig.) Salmoiraghi, 36', 84' Stivoli, 88' Manferini.  |                                                            | [ S 1 ]  |
| 30 | 21/10/1951 | Promozione 1951-1952 (Girone L)                               | Perugia | 1 - 0     | Ternana   | 34' Orioli.                                              |                                                            |          |
| 31 | 02/03/1952 | Promozione 1951-1952 (Girone L)                               | Ternana | 1 - 1     | Perugia   | 70' Valdirosa                                            | 5' Elio Napoli                                             | [ T 1 ]  |
| 32 | 28/11/1954 | IV Serie 1954-1955 (Girone F)                                 | Perugia | 3 - 1     | Ternana   | 37' Gaudenzi; 63' Serlupini; 67' (rig.) Martini          | 89' Franco Moretti                                         | [ U 1 ]  |
| 33 | 27/03/1955 | IV Serie 1954-1955 (Girone F)                                 | Ternana | 2 - 0     | Perugia   |                                                          | 15' Nereo Gobbo; 78' Enzo Colantoni.                       | [ V 1 ]  |
| 34 | 08/01/1956 | IV Serie 1955-1956 (Girone F)                                 | Perugia | 3 - 1     | Ternana   | 4' Serlupini; 17' (rig.) Brondi; 41' Serlupini           | 88' Mario Avallone                                         |          |
| 35 | 06/05/1956 | IV Serie 1955-1956 (Girone F)                                 | Ternana | 2 - 2     | Perugia   | 12' Serlupini; 36' Lombardi                              | 70' (rig.) Mario Avallone; 80' Paolo Conti                 | [ Z 1 ]  |
| 36 | 21/10/1956 | IV Serie 1956-1957 (Girone F)                                 | Ternana | 3 - 1     | Perugia   | 59' (rig.) Carello                                       | 2' Agostino Di Bartolomeo; 30', 77' Antonio Capotosti      | [ AA 1 ] |
| 37 | 10/03/1957 | IV Serie 1956-1957 (Girone F)                                 | Perugia | 3 - 1     | Ternana   | 46' Bandoli; 78' Canavacciolo; 89' (aut.) Enzo Colantoni | 30' Piero Micucci                                          | [ AB 1 ] |
| 38 | 24/11/1957 | Campionato Interregionale 1957-1958 (Girone F)                | Perugia | 1 - 1     | Ternana   | 42' Stefani                                              | 64' Giovanni Troian                                        |          |
| 39 | 06/04/1958 | Campionato Interregionale 1957-1958 (Girone F)                | Ternana | 1 - 1     | Perugia   | 55' Fiori                                                | 56' Giorgio Cavalli                                        |          |
| 40 | 07/12/1958 | Campionato Interregionale 1958-1959 (Girone F)                | Ternana | 1 - 1     | Perugia   | 68' Serlupini                                            | 33' Glauco Giovetti                                        |          |
| 41 | 05/04/1959 | Campionato Interregionale 1958-1959 (Girone F)                | Perugia | 1 - 0     | Ternana   | 55' Bandoli                                              |                                                            |          |
| -  | 04/09/1960 | Amichevole                                                    | Ternana | 1 - 3     | Perugia   | 35', 60' Zucchini; 63' Dalliana                          | 80' (rig.) Rosi                                            | [ AC 1 ] |
| -  | 31/05/1962 | Amichevole                                                    | Ternana | 1 - 3     | Perugia   | 45', 65', 80' Corti                                      | 21' Gino Stacchiotti                                       |          |
| 42 | 10/01/1965 | Serie C 1964-1965 (Girone B)                                  | Ternana | 4 - 1     | Perugia   | 86' Roffi                                                | 38', 80' Perli; 50' Vaiani; 72' Osvaldo Barone             |          |
| 43 | 09/05/1965 | Serie C 1964-1965 (Girone B)                                  | Perugia | 1 - 1     | Ternana   | 84' Baroncini                                            | 39' Romano Sciarretta                                      |          |
| 44 | 02/06/1965 | 1º Torneo calcistico umbro                                    | Ternana | 3 - 0     | Perugia   |                                                          | 25', 60' Romano Sciarretta; 85' Giorgio Vecchiato.         | [ AD 1 ] |
| 45 | 31/10/1965 | Serie C 1965-1966 (Girone B)                                  | Perugia | 0 - 1     | Ternana   |                                                          | 9' Antonio Cardillo.                                       |          |
| 46 | 06/03/1966 | Serie C 1965-1966 (Girone B)                                  | Ternana | 2 - 1     | Perugia   | 88' Montenovo                                            | 65' Pietro Scandola; 85' Umberto Depetrini                 |          |
| 47 | 13/11/1966 | Serie C 1966-1967 (Girone B)                                  | Ternana | 1 - 1     | Perugia   | 31' (aut.) Rinaldo Cavasin                               | 55' (rig.) Carlo Cervetto                                  |          |
| 48 | 19/03/1967 | Serie C 1966-1967 (Girone B)                                  | Perugia | 0 - 0     | Ternana   |                                                          |                                                            |          |
| -  | 30/08/1967 | Amichevole                                                    | Ternana | 0 - 1     | Perugia   | 46' Turchetto.                                           |                                                            |          |
| 49 | 24/11/1968 | Serie B 1968-1969                                             | Ternana | 1 - 1     | Perugia   | 89' Montenovo                                            | 4' Claudio Montepagani                                     | [ AE 1 ] |
| 50 | 13/04/1969 | Serie B 1968-1969                                             | Perugia | 2 - 0     | Ternana   | 65' Montenovo; 90' Rubino.                               |                                                            | [ AF 1 ] |
| 51 | 07/09/1969 | Coppa Italia 1969-1970                                        | Perugia | 0 - 0     | Ternana   |                                                          |                                                            | [ AG 1 ] |
| 52 | 16/11/1969 | Serie B 1969-1970                                             | Ternana | 2 - 0     | Perugia   |                                                          | 47', 80' Antonio Cardillo                                  |          |
| 53 | 05/04/1970 | Serie B 1969-1970                                             | Perugia | 1 - 1     | Ternana   | 21' Innocenti                                            | 41' Franco Liguori                                         | [ AH 1 ] |

### Anni settanta

Ternana-Perugia (1-1) del 13 novembre 1966

- Serie B e Coppa Italia 1970-1971 (Primo turno gruppo 6)

6 settembre 1970: Perugia-Ternana 0-2 (Coppa Italia)
Marcatori: 42' Ermenegildo Valle; 83' Pierino Cucchi.
8 novembre 1970: Perugia-Ternana 1-0 (Campionato)
Marcatore: 63' Giovanni Urban su rigore.
Note: a causa di alcune dichiarazioni rilasciate nel dopo-gara, l'allenatore brasiliano della Ternana, Vinicio, venne squalificato dalla Commissione Disciplinare in prima istanza fino all'11 maggio 1971, poi fino all'11 marzo 1971.
28 marzo 1971: Ternana-Perugia 1-1 (Campionato)
Marcatori: 60' Paolo Barison (TR) su rigore; 67' Nicola Traini (PG).
- Serie B e Coppa Italia 1971-1972 (Primo turno gruppo 6)

5 settembre 1971: Ternana-Perugia 1-1 (Coppa Italia)
Marcatori: 54' Giovanni Urban (PG), 77' Pierino Cucchi (TR).
28 novembre 1971: Ternana-Perugia 2-1 (Campionato)
Marcatori: 57' Angelino Rosa (TR), 58' Nicola Traini (PG), 72' Gianfranco Zeli (TR).
16 aprile 1972: Perugia-Ternana 1-0 (Campionato)
Marcatore: 51' Graziano De Luca (autogol).
Note: la Ternana reclamò per un errore tecnico commesso dall'arbitro Carminati di Milano; sia in avvio di gara, sia in avvio di ripresa, furono i grifoni a battere il calcio d'inizio. Il marchigiano Nicola Traini, goleador in due derby con il Perugia, nella stagione successiva venne acquistato dalla Ternana.

Il portiere rossoverde Giancarlo Alessandrelli e la punta biancorossa Fabio Bonci nel derby di Coppa Italia del 10 settembre 1972

- Coppa Italia 1972-1973 (Primo turno gruppo 3)

10 settembre 1972: Perugia-Ternana 5-0
Marcatori: 9' Morello; 12' Giovanni Urban su rigore; 48' A. Lombardi; 63' Giovanni Urban; 77' Bonci.
Note: una Ternana imballata dalla dura preparazione di mister Viciani, ma che si apprestava a militare in un campionato di una categoria superiore rispetto ai cugini, venne surclassata dal Perugia.
- Serie B 1973-1974

25 novembre 1973: Perugia-Ternana 0-0
7 aprile 1974: Ternana-Perugia 2-0
Marcatori: 25' Rino Gritti, 60' Salvatore Garritano.
- Amichevole durante la stagione 1976-1977

22 agosto 1976: Perugia-Ternana 2-1
Marcatori: 23' M. Scarpa (PG); 40' Moro (TR); 83' Ciccotelli (PG).
Note: in futuro Ciccotelli farà parte della rosa della Ternana.
- Amichevole durante la stagione 1977-1978

Baschi (TR), 10 novembre 1977: Ternana-Perugia 0-1
Marcatore: 64' Walter Alfredo Novellino su rigore.
Note: la partita fu giocata nella cittadina di Baschi per l'inaugurazione del loca le impianto sportivo. Situata in provincia di Terni ma confinante con la provincia di Perugia, Baschi si trova vicino ad Orvieto (TR) e Todi (PG).
- Amichevole durante la stagione 1979-1980

5 agosto 1979: Ternana-Perugia 2-0
Marcatori: 30' Sileno Passalacqua su rigore; 80' Gianni De Rosa.
Note: un Perugia imballato da una dura preparazione, ma forte del secondo posto nel precedente campionato di Serie A e di una rosa composta da giocatori fortissimi (su tutti, Paolo Rossi, acquistato con notevole esborso economico dalla società), si presentò con una certa supponenza al Libero Liberati, ma fu sconfitto nettamente anche per merito dei continui colpi da genio del fantasista Passalacqua. Insomma, si invertirono le parti del derby di Coppa Italia del 10 settembre 1972. L'onta di una sconfitta nel derby contro la squadra di una categoria inferiore era toccata allora a Corrado Viciani, ora ad Ilario Castagner. Nella stagione successiva (1980-1981), anche a causa del progressivo smantellamento della società rossoverde, i due marcatori di questo derby amichevole passarono dalla Ternana al Perugia insieme all'ex mister dei ternani della stagione 1978-1979, il vulcanico Renzo Ulivieri.

### Anni ottanta
- Amichevole durante la stagione 1981-1982

19 agosto 1981: Perugia-Ternana 4-0
Marcatori: 44' Claudio Ambu; 51' Enzo Scaini; 67' Cavagnetto; 89' Giovanni Pagliari.
Note: nel gennaio 1983, a soli 27 anni, uno dei marcatori di questo derby, Enzo Scaini, in forza al Vicenza, morirà prematuramente dopo un intervento al ginocchio per cause mai chiarite (si parlò di una malformazione cardiaca).
- Amichevole durante la stagione 1984-1985

18 agosto 1984: Ternana-Perugia 2-1
Marcatori: 16' Vito Graziani su rigore (PG); 57' Antonio Trudu (TR); 64' Silvio Paolucci (TR).
- Serie C2 1986-1987 (Girone C)

21 dicembre 1986: Perugia-Ternana 1-1
Marcatori: 70' Vincenzo D'Amico (TR), 90' Fabrizio Nofri Onofri (PG).
Note: a fine gara scontri tra le opposte tifoserie.
17 maggio 1987: Ternana-Perugia 1-1
Marcatori: 13' Vincenzo D'Amico su rig. (TR), 87' Vinceti (PG).
Note: l'Ente Nazionale Protezione Animali protestò vivacemente perché la coreografia dei tifosi locali comprendeva anche una bara dipinta di bianco-rosso con dentro delle oche e dei galletti, liberati e poi uccisi prima della gara. Nella settimana antecedente la gara, il presidente della Ternana Migliucci, rilasciando un'intervista ad un giornale, confidò di aver trasmesso all'Ufficio Inchieste della Lega il sospetto di un presunto illecito accaduto in Serie C1. Da trenta giorni un Ispettore Federale seguiva ogni partita della Ternana.
- Serie C2 (Girone C) e Coppa Italia Serie C 1987-1988 (Girone N)

26 agosto 1987: Ternana-Perugia 2-4 dopo calci di rigore (0-0 dopo tempi regolamentari) (Coppa Italia Serie C)
La serie dei rigori: Bia (PG) sbagliato; Torrisi (TR) sbagliato; Bettinelli (PG) gol; Coppola (TR) gol; Ravanelli (PG) gol; Misuri (TR) sbagliato; Perugini (PG) gol; D'Amico (TR) gol; Logarzo (PG) gol.
6 settembre 1987: Perugia-Ternana 1-0 (Coppa Italia Serie C)
Marcatore: 46' Conforto.
Note: scontri fra le opposte tifoserie a fine partita.
13 dicembre 1987: Ternana-Perugia 0-0 (Campionato)
Note: incidenti a fine gara tra le opposte tifoserie.
8 maggio 1988: Perugia-Ternana 0-0 (Campionato)
Note: incidenti fra le due tifoserie prima e dopo la gara. Il terzino rossoverde Fabio Cardaio venne sostituito dopo un battibecco con il proprio mister Corrado Viciani.
- Coppa Italia Serie C 1988-1989 (Girone M)

28 agosto 1988: Ternana-Perugia 1-0 (Coppa Italia di Serie C)
Marcatore: 1' Daniele Catto.
7 settembre 1988: Perugia-Ternana 2-0 (Coppa Italia di Serie C)
Marcatori: 79' Fabrizio Ravanelli su rigore; 89' Giovanni Pagliari.

Perugia-Ternana (1-1) del 12 novembre 1989

- Serie C1 (Girone B) e Coppa Italia Serie C 1989-1990 (Girone?)

23 agosto 1989: Perugia-Ternana 0-0 (Coppa Italia di Serie C)
12 novembre 1989: Perugia-Ternana 1-1 (Campionato)
Marcatori: 13' Roberto Borrello (TR), 70' Di Nicola (PG)
1º aprile 1990: Ternana-Perugia 1-0 (Campionato)
Marcatore: 17' Paolo Doto.

### Anni novanta
- Serie C1 (Girone B) e Coppa Italia Serie C 1990-1991 (Girone H)

1º settembre 1990: Ternana-Perugia 0-1 (Coppa Italia Serie C)
Marcatore: 60' Del Giudice.
2 dicembre 1990: Ternana-Perugia 1-0 (Campionato)
Marcatore: 32' Angelo Deruggiero.
28 aprile 1991: Perugia-Ternana 0-0 (Campionato)
Note: al 47' Claudio Fermanelli (PG) calcia alto un rigore.

Ternana-Perugia (1-0) dell'8 marzo 1992

- Serie C1 1991-1992 (Girone B)

20 ottobre 1991: Perugia-Ternana 0-1
Marcatore: 40' Valiant Rosati (autogol).
8 marzo 1992: Ternana-Perugia 1-0
Marcatore: 87' Roberto D'Ermilio.
- Coppa Italia 1999-2000 (Secondo turno)

13 ottobre 1999: Ternana-Perugia 1-2
Marcatori: 35' Hidetoshi Nakata (PG), 77' Paolo Annoni (TR), 87' Alessandro Melli (PG).
Note: durante i primi turni di Coppa Italia (compresi i sedicesimi), fu sperimentato il doppio arbitro.
27 ottobre 1999: Perugia-Ternana 1-1
Marcatori: 14' Cristian Stellini (TR), 91' Ibou Ba (PG).
Note: la Ternana protestò con i due arbitri dell'incontro per l'annullamento di un gol di testa di Carlo Teodorani, che avrebbe portato le Fere sul doppio vantaggio. Il Perugia eliminò la Ternana qualificandosi per gli ottavi di finale.

### Anni duemila
- Serie B e Coppa Italia 2004-2005 (Girone 6)

14 agosto 2004: Perugia-Ternana 2-0 (Coppa Italia)
Marcatori: Giuseppe Mascara, Eusebio Di Francesco.
1º novembre 2004: Ternana-Perugia 0-2 (Campionato)
Marcatori: Adriano Ferreira Pinto, Jaroslav Sedivec.
Note: posticipo televisivo.
9 aprile 2005: Perugia-Ternana 4-0 (Campionato)
Marcatori: Adriano Ferreira Pinto, Gennaro Delvecchio, Adriano Ferreira Pinto, Jaroslav Sedivec.
Note: la partita, inizialmente prevista per il 2 aprile 2005, fu posticipata di una settimana a causa della morte di papa Giovanni Paolo II. Incidenti alla stazione di Terni tra tifosi rossoverdi e forze dell'ordine prima del viaggio verso Perugia. Incidenti anche dopo la partita presso la stazione di Ponte San Giovanni. Le immagini degli scontri nella stazione di Terni sono state utilizzate per uno spot ministeriale anti-violenza.
- Serie C1 2006-2007 (Girone B)

10 dicembre 2006: Perugia-Ternana 2-1
Marcatori: Federico Del Grosso (TR), Andrea Bernini (PG), Josè Mamede (PG).
29 aprile 2007: Ternana-Perugia 2-1
Marcatori: Romano Tozzi Borsoi (TR), Vincenzo Pellecchia (PG), 92' Alessandro Zamperini (TR).
Note: partita giudicata dagli organi competenti ad alta tensione, oltre che per la rivalità, anche per l'alta posta in palio (possibilità di play-off promozione per il Perugia e ultime chance di salvezza diretta, senza passare attraverso i play-out, per la Ternana) e fatta giocare a porte chiuse per motivi di ordine pubblico. Il Presidente del Perugia Silvestrini annunciò le dimissioni per la suddetta decisione, e poco dopo decise di cedere la società all'imprenditore perugino Leonardo Covarelli.
La partita fu trasmessa su Rai3 in diretta in tutta la regione dell'Umbria.
- Lega Pro Prima Divisione 2008-2009 (Girone B)

19 ottobre 2008: Ternana-Perugia 0-1
Marcatore: Aniello Cutolo.
Note: divieto di entrata allo stadio Libero Liberati per i residenti nella Provincia di Perugia.
15 marzo 2009: Perugia-Ternana 0-0
Note: divieto di entrata allo stadio Renato Curi per i residenti nella Provincia di Terni.

### Anni duemiladieci
- Serie B 2014-2015

22 novembre 2014: Perugia-Ternana 2-2
Marcatori: Vittorio Parigini (PG), Valeri Bojinov (TR), Diego Falcinelli (PG), César Falletti (TR).
Spettatori: 16 124 (7 219 abbonati)
Note: Perugia gioca con il lutto al braccio, come gesto di vicinanza alla famiglia di Giuliano Bartolini, imprenditore che si è tolto la vita pochi giorni prima e che era un grande tifoso del Grifo. Partita ritenuta dagli organi competenti a rischio tensione, e per tale motivo si decide di riservare ai tifosi ternani solo 920 biglietti e obbligare i titolari degli stessi di raggiungere il Curi in pullman. Oltre a questi biglietti, la società del Perugia Calcio fa omaggio di 100 tagliandi riservati agli operai dell'AST colpita dalla crisi. La tifoseria organizzata perugina in segno di protesta contro le decisioni di limitare la trasferta alla tifoseria ospite non realizza la prevista coreografia. Infine è il primo derby disputato con entrambe le tifoserie presenti dall'entrata in vigore della tessera del tifoso.
18 aprile 2015: Ternana-Perugia 0-0
Spettatori: 11 840 (1 695 abbonati)
Note: la Ternana gioca con il lutto al braccio come gesto di vicinanza alla famiglia di David Romboli, preparatore dei portieri degli Allievi nazionali della Ternana, scomparso prematuramente a causa di una malattia. Partita giudicata dagli organi competenti a rischio tensione, e per tale motivo si decide di riservare ai tifosi biancorossi solo 920 biglietti e obbligare i titolari degli stessi di raggiungere il Liberati in pullman (analoga restrizione imposta ai ternani all'andata). Seppur non si siano verificati incidenti fra tifoserie e/o con le forze dell'ordine, sono stati arrestati 3 ultras ternani e uno del Perugia, poiché trasportavano con loro e nei loro mezzi oggetti atti ad offendere, materiale esplosivo, bottiglie rotte e quant'altro.
Serie B 2015-2016
24 ottobre 2015: Ternana-Perugia 0-1
Marcatori: 56' Ardemagni (r)
Spettatori: 10 4531
5 marzo 2016: Perugia-Ternana 1-0
Marcatori: 83' Prcic
Spettatori: 12 075
Serie B 2016-2017
17 settembre 2016: Perugia-Ternana 1-1
Marcatori: 52' Bianchi, 56' Falletti
Spettatori: 12 811
Note: all'85' un tifoso del Perugia seduto in gradinata accusa un malore, che poi risulterà fatale, costringendo la curva perugina ad invadere il campo per togliere gli striscioni e far terminare la partita. Gli ultras ternani in segno di rispetto e vicinanza toglieranno anche loro gli striscioni. Nonostante il grave evento, mancano i presupposti per sospendere la gara (sia per motivi di ordine pubblico, sia per quanto previsto dal regolamento FIFA). I giocatori delle due squadre, quindi, decidono di terminare la partita con una "melina" in segno di rispetto verso la vittima.
11 febbraio 2017: Ternana-Perugia 0-1
Marcatore: 69' Nicastro
Spettatori: 9 178
Serie B 2017-2018
26 novembre 2017: Ternana-Perugia 1-1
Marcatori: 36' Montalto su rigore (TR), 92' Di Carmine su rigore (PG)
Spettatori:9 145
Note: i tifosi del Perugia disertarono il derby.
22 aprile 2018: Perugia-Ternana 2-3
Marcatori: 28′ e 34′ Di Carmine (PG); 42′ Tremolada (TR) , 50' e 80' Montalto (TR)
Spettatori: 13 696

### Anni duemilaventi
Supercoppa di Serie C 2021
22 maggio 2021: Ternana-Perugia 1-0
Marcatori: 64' Salzano (TR)
Spettatori: dato non disponibile
Note: Unico derby nella storia della straregionale ad assegnare direttamente un trofeo.
Serie B 2021-2022
Perugia-Ternana 1-1
Marcatori: Kouan (PG),Stefano Pettinari (TR)
Ternana-Perugia 1-0
Marcatore: Alfredo Donnaruma (TR).
Note: Anthony Iannarilli (TR) paraun rigore a Manuel De Luca.
Serie B 2022-2023
18 settembre 2022: Ternana-Perugia 1-0
Marcatore: 45' Anthony Partipilo.
Spettatori: dato non pervenuto
Note: nel primo tempo Anthony Iannarilli (TR) para un rigore a Samuel Di Carmine (PG).
18 febbraio 2023: Perugia-Ternana 3-0
Marcatori: 54' Gregorio Luperini (PG), 76' Simone Santoro (PG), 90+5' Gregorio Luperini (PG)
Spettatori: 9 736
Note: durante la partita viene appresa la notizia della morte di Ilario Castagner, ex allenatore dei grifoni, in particolare del Perugia dei Miracoli nella stagione di Serie A 1978-79.
Serie C 2024-2025
10 novembre 2024: Perugia-Ternana 0-0
Spettatori: 8 721
23 Marzo 2025: Ternana-Perugia 0-0
Spett. 10973

## Statistiche
Aggiornato alla stagione 2022-2023
|                                       | Totale | Totale           | Totale  | Totale           | Totale       | Totale       |
| Competizione                          | Gare   | Vittorie Perugia | Pareggi | Vittorie Ternana | Reti Perugia | Reti Ternana |
| ------------------------------------- | ------ | ---------------- | ------- | ---------------- | ------------ | ------------ |
| Serie B                               | 28     | 10               | 9       | 9                | 26           | 23           |
| Serie C                               | 18     | 3                | 7       | 8                | 14           | 23           |
| Serie C1                              | 10     | 2                | 3       | 5                | 5            | 8            |
| Serie C2                              | 4      | 0                | 4       | 0                | 2            | 2            |
| Totale campionati professionistici    | 60     | 15               | 23      | 22               | 47           | 56           |
| Seconda Divisione                     | 2      | 1                | 0       | 1                | 2            | 3            |
| Prima Divisione                       | 8      | 4                | 3       | 1                | 12           | 6            |
| Promozione                            | 2      | 1                | 1       | 0                | 2            | 1            |
| IV Serie                              | 10     | 4                | 4       | 2                | 16           | 13           |
| Totale campionati dilettantistici     | 22     | 10               | 8       | 4                | 32           | 23           |
| Totale campionati                     | 82     | 25               | 31      | 26               | 79           | 79           |
| Coppa Italia                          | 10     | 3                | 4       | 3                | 14           | 11           |
| Coppa Italia Lega Pro                 | 6      | 3                | 2       | 1                | 4            | 1            |
| Supercoppa di Serie C                 | 1      | 0                | 0       | 1                | 0            | 1            |
| Totale coppe                          | 17     | 6                | 6       | 5                | 18           | 13           |
| Totale competizioni professionistiche | 77     | 21               | 29      | 27               | 65           | 69           |
| Totale gare ufficiali                 | 99     | 31               | 37      | 31               | 97           | 92           |
| Gare non ufficiali                    | 14     | 8                | 0       | 6                | 22           | 18           |

A Perugia
|                                       | Gare a Perugia | Gare a Perugia   | Gare a Perugia | Gare a Perugia   | Gare a Perugia | Gare a Perugia |
| Competizione                          | Gare           | Vittorie Perugia | Pareggi        | Vittorie Ternana | Reti Perugia   | Reti Ternana   |
| ------------------------------------- | -------------- | ---------------- | -------------- | ---------------- | -------------- | -------------- |
| Serie B                               | 14             | 7                | 5              | 2                | 18             | 10             |
| Serie C                               | 9              | 3                | 3              | 3                | 8              | 6              |
| Serie C1                              | 5              | 1                | 3              | 1                | 3              | 3              |
| Serie C2                              | 2              | 0                | 2              | 0                | 1              | 1              |
| Totale campionati professionistici    | 30             | 11               | 13             | 6                | 30             | 20             |
| Seconda Divisione                     | 1              | 0                | 0              | 1                | 1              | 3              |
| Prima Divisione                       | 4              | 3                | 1              | 0                | 7              | 1              |
| Promozione                            | 1              | 1                | 0              | 0                | 1              | 0              |
| IV Serie                              | 5              | 4                | 1              | 0                | 11             | 4              |
| Totale campionati dilettantistici     | 11             | 8                | 2              | 1                | 20             | 8              |
| Totale campionati                     | 41             | 19               | 15             | 7                | 50             | 28             |
| Coppa Italia                          | 6              | 2                | 2              | 2                | 8              | 5              |
| Coppa Italia Lega Pro                 | 3              | 2                | 1              | 0                | 3              | 0              |
| Supercoppa di Serie C                 | 0              | 0                | 0              | 0                | 0              | 0              |
| Totale coppe                          | 9              | 4                | 3              | 2                | 11             | 5              |
| Totale competizioni professionistiche | 39             | 15               | 16             | 8                | 41             | 25             |
| Totale gare ufficiali                 | 50             | 23               | 18             | 9                | 61             | 33             |
| Gare non ufficiali                    | 4              | 4                | 0              | 0                | 13             | 2              |

A Terni
|                                       | Gare a Terni | Gare a Terni     | Gare a Terni | Gare a Terni     | Gare a Terni | Gare a Terni |
| Competizione                          | Gare         | Vittorie Ternana | Pareggi      | Vittorie Perugia | Reti Ternana | Reti Perugia |
| ------------------------------------- | ------------ | ---------------- | ------------ | ---------------- | ------------ | ------------ |
| Serie B                               | 14           | 7                | 4            | 3                | 13           | 8            |
| Serie C                               | 9            | 5                | 4            | 0                | 17           | 6            |
| Serie C1                              | 5            | 4                | 0            | 1                | 5            | 2            |
| Serie C2                              | 2            | 0                | 2            | 0                | 1            | 1            |
| Totale campionati professionistici    | 30           | 16               | 10           | 4                | 36           | 17           |
| Seconda Divisione                     | 1            | 0                | 0            | 1                | 0            | 1            |
| Prima Divisione                       | 4            | 1                | 2            | 1                | 5            | 5            |
| Promozione                            | 1            | 0                | 1            | 0                | 1            | 1            |
| IV Serie                              | 5            | 2                | 3            | 0                | 9            | 5            |
| Totale campionati dilettantistici     | 11           | 3                | 6            | 2                | 15           | 12           |
| Totale campionati                     | 41           | 19               | 16           | 6                | 51           | 29           |
| Coppa Italia                          | 4            | 1                | 2            | 1                | 6            | 6            |
| Coppa Italia Lega Pro                 | 3            | 1                | 1            | 1                | 1            | 1            |
| Supercoppa di Serie C                 | 1            | 1                | 0            | 0                | 1            | 0            |
| Totale coppe                          | 8            | 3                | 3            | 2                | 8            | 7            |
| Totale competizioni professionistiche | 38           | 19               | 13           | 6                | 44           | 24           |
| Totale gare ufficiali                 | 49           | 22               | 19           | 8                | 59           | 36           |
| Gare non ufficiali                    | 10           | 6                | 0            | 4                | 16           | 9            |

Per quanto riguarda le statistiche va notato che nel campionato di Prima Divisione 1930-1931 Ternana-Perugia finì 2-2 sul campo, ma a causa dell'invasione dei tifosi locali venne assegnato a tavolino il risultato di 0-2 alla squadra ospite; Perugia-Ternana nel campionato Prima Divisione 1931-1932 venne sospesa per maltempo al 71' sul risultato di 3-2, e nel recupero la partita finì 2-0 per i biancorossi; nel campionato di Serie C 1940-1941 Perugia-Ternana venne sospesa al 73' per incidenti sul punteggio di 2-3, e la ripetizione dell'incontro finì 0-2.